# Венский мир (1606)
Венский мир — мирное соглашение, подписанное 23 июня 1606 года в Вене князем Иштваном Бочкаи, возглавлявшим освободительное движение в Венгерском королевстве, и Матиасом.
Мир закрепил результаты двухлетней антигабсбургской войны между Габсбургами и венгерскими сословиями.
Соглашение предусматривало восстановление независимости Трансильванского княжества, присоединение к нему комитатов Угоча, Берег, Сатмар, крепости Токай с прилегающим к ней районом, свободу вероисповедания для протестантов, замену ряда советников австрийского императора представителями венгерской аристократии.